# 法蘭德斯棋盤
《法蘭德斯棋盤》（西班牙語：La tabla de Flandes；初版譯名《步步殺機》）是一部由西班牙作家阿圖洛·貝雷茲-雷維特所著的小說，初版發行於1990年。小說結合歷史、懸疑、犯罪等元素，藝術和西洋棋是此書的兩大主題，故事圍繞一個隱藏於15世紀古畫中的祕密展開。

## 內容概述
胡莉雅是一名居住在西班牙馬德里的古畫修復專家，她受人所託修復法蘭德斯畫派畫師彼得·范·赫斯的畫作《對弈》，這幅畫曾被用於小說的封面。她發現畫作顏料底層用拉丁文寫着「誰殺了騎士？」（Quis necavit equitem?），胡莉雅在與她情同父女的同性戀古董商西瑟和西洋棋師穆紐茲的幫助下探查這起延續500年的謀殺案之謎。隨着探查的深入，胡莉雅發現自己被捲入不明危機，而協助她的朋友也被一一謀殺。

## 電影改編
1994年由美國導演吉姆·麥布萊執導，英國-法國-西班牙合作拍攝的懸疑片《赤裸的微笑》改編自《法蘭德斯棋盤》，凱特·貝琴薩出演女主角胡莉雅。

## 譯介
臺灣麥田出版於1995年10月1日將小說首次譯介至華語世界，譯名《步步殺機》，由吳佳綺翻譯；漫遊者文化於2007年10月15日推出小說的新譯本《法蘭德斯棋盤》，由陳慧瑛翻譯。簡體中文版由重慶出版社首次發行於2006年，沿用吳佳綺譯本；新版簡體本由南海出版公司發行於2014年7月1日，沿用陳慧瑛譯本，但將標題改為《佛蘭德斯棋盤》。

## 外部連結
- 阿圖洛·貝雷茲-雷維特個人官網上《法蘭德斯棋盤 （页面存档备份，存于）》的頁面 （西班牙文）